# AKIRA (漫画)
『AKIRA』（アキラ）は、大友克洋による日本の漫画。『週刊ヤングマガジン』（講談社）において1982年から1990年まで連載され、1988年には大友自身が監督してアニメ映画化された。

## 概要
第三次世界大戦後の日本を舞台に、超能力者を巡って軍と反政府勢力、そして不良少年たちが巻き起こす騒乱とその後の崩壊した世界を描いたSF漫画。可視化できない超能力を絵で表現し、近未来の退廃と崩壊を描いたSF作品として高い評価を獲得した。その反響は海外にもおよび、世界中に熱狂的なファンを持つようになった。
日本漫画史の中で欠かすことのできない1980年代を代表する漫画とされ、SFのジャンルだけでなく、漫画の分野全体に影響を及ぼした。1988年に大友自身の手により劇場アニメが制作されると、アニメ業界にも大きなインパクトを与えた。また漫画やアニメだけでなく、アートやファッションを含むサブカルチャーにも多大な影響を与えたと言われる。
数多くの日本の漫画が世界中に翻訳されるきっかけを作った作品で、それまで子供向けとされていた日本の漫画やアニメの評価を一気に引き上げ、海外のオタク第一世代を生み出した作品のひとつでもある。1980年代後半に原作漫画とアニメの両方が海外に輸出されると、米国やイギリスを中心に世界のクリエイターたちに衝撃を与え、高く評価された。当時、アメリカン・コミックスの世界には新しい時代の波が訪れており、『ウォッチメン』や『バットマン: ダークナイト・リターンズ』の登場により、スーパーヒーローが活躍する勧善懲悪の物語だけでなく、より複雑な人間関係や緻密な描写がなされた、大人の鑑賞に耐えうる長編作品『グラフィックノベル』が注目され始めていた。『AKIRA』も、その流れの一環として1988年に『スパイダーマン』などで有名なマーベル・コミックスから刊行された。その時点ではまだ知る人ぞ知る作品の位置に留まっていたが、1989年にアニメ映画が公開されると事態が一変。口コミで徐々に人気が広まり、日本を代表する作品となった。
2012年のアメリカ映画『クロニクル』は、公開時に多くの観客から『AKIRA』の影響を指摘されたが、その監督ジョシュ・トランクは作品のファンであることを公言している。アメリカ人ミュージシャンのカニエ・ウェストは、自身の楽曲「Stronger」でアニメ映画『AKIRA』の世界観と映像をオマージュしたミュージック・ビデオを制作している。2016年のアメリカのSFホラードラマ『ストレンジャー・シングス 未知の世界』では、製作者のダファー兄弟が『AKIRA』の影響が「とてつもなく大きなものであった」ことをインタビューで語っている。『スター・ウォーズ/最後のジェダイ』の監督のライアン・ジョンソンは、自身のSF映画『LOOPER/ルーパー』の着想源が『AKIRA』であることを明かしている。1998年のSF映画『ダークシティ』のラストシーンについて、アレックス・プロヤス監督は「『AKIRA』へのオマージュ」とその影響を語っている。2013年のSF映画『パシフィック・リム』では、ギレルモ・デル・トロ監督が登場人物の一人、ペントコスト司令官は『AKIRA』に登場する大佐をモデルにしたと明かしている。さらに、アメリカのストリートウェアブランド「シュプリームは、2017年秋に『AKIRA』とコラボしたコレクション「AKIRA/Supreme」を発表し、ファレル・ウィリアムスはコラボしたシャネルのコレクションで『AKIRA』にインスパイアされたビジュアルを発表するなど、ファッション業界にまでも影響を及ぼしている。ヨーロッパでもその評価は高く、フランスのバンド・デシネ作家バスティアン・ヴィヴェスは、『AKIRA』に受けた衝撃について「若者がヒーローで、暴力、薬物、性といったタブーや大人の問題に対峙するストーリーにショックを受けた」と語っている。
作品には、大友が尊敬する漫画家の一人、横山光輝の漫画『鉄人28号』へのオマージュがこめられている。アキラのナンバーが28号となっているのは鉄人の28号をそのまま使っているためであり、金田や鉄雄、大佐などのキャラクターの名前も同作からの引用である。また「大戦中に開発された究極の兵器が平和な時代に発見され、それを巡って物語が展開する」という全体の筋書きは『鉄人28号』とほぼ同じである。
漫画（コミックス第4巻以降）やアニメに使用された題字は平田弘史が手掛けたもの。
2000年代に入ってから米ハリウッドでの実写映画化が何度も報じられ、2019年には日本のアニメスタジオによる新アニメ化プロジェクトも発表されている。

## 制作の背景
『AKIRA』の企画は、『ヤングマガジン』が創刊されてから間もない時期にスタートした。大友は講談社の人間に何度も繰り返し「何か描いて欲しい」と頼まれ、短編の『武器よさらば』と『彼女の想いで…』を掲載した後、連載を開始した。最初の打ち合わせでは「エピソードが10話ほどとかなり短く、（連載は）すぐに終わるだろう」と言われたので、大友自身はヒットするとは全く思わなかったという。
本作の原型は、双葉社の漫画雑誌『アクションデラックス』（1979年1月27日号）に掲載された中編『Fire-ball』。大友は未完だった同作をいつか描き足して完結させたいと思っていたが、自身の絵柄が大きく変化していった時期であったので、再び同じところへ戻るのは嫌だった。また、やるなら全部やり直さなければならないと考えていたため、同じものをやるくらいなら新しい作品の中に組み込もうということで『AKIRA』を始めた。そのため、超能力を題材に、力のある2人の葛藤・対決を描くという作品の構成は『Fire-ball』から変わっておらず、政府の超能力研究、反政府ゲリラ、都市の破壊等の要素も引き継がれている。物語のラストも、子供の頃の思い出話の中でエンディングを迎える予定だったという『Fire-ball』の構想を踏襲している。また大友は、本作を直前に連載していた『童夢』よりもう少し自由に作ろうと考えていた。『童夢』では、1本の映画のように描こうとして最初に構成をしっかり固めたせいでそれを守るために苦しむことになったので、登場人物たちが勝手に動いてどんどんストーリーを展開させていくという、白土三平の「カムイ伝」や手塚治虫の「火の鳥」や「ジャングル大帝」のようなある種の古い長編漫画の描き方を実践した。
東京（実際は復興したネオ東京）を舞台にしたことについて、大友はインタビューで「東京が好きで、別の形で東京を語り直してみたい欲望があった」「戦後の復興期から東京オリンピックの頃の様な混沌を構築したかった。（東京の様に）こんなに無思想で歪んでめまぐるしく変化していく都市は魅力的」と述べている。また、「『昭和の自分の記録』として、廃墟からオリンピックまでの昭和の東京を描こうとした」という事も語っている。
ただし、「大友は失われつつある過去の東京を惜しむというよりは変化し続ける混沌の方をこそ愛している様だ」と雑誌ライターの近藤正高は評している。また、偶然にも現実の東京オリンピックが作中と同じ2020年に開催されたことについては、単純に現実世界で連載が開始された1982年が第2次世界大戦終結から37年後だったので、そのまま（作中の第3次世界大戦から同じ37年後の2020年に）当てはめたのだろうと述べている。
バイクの暴走族の不良少年を主人公とした事については以下の様に述べている。

## 受賞
- 1984年 - 第8回講談社漫画賞一般部門
- 1992年 - アイズナー賞（アメリカ）最優秀彩色部門（『国際版AKIRA』）
- 2002年 - アイズナー賞（アメリカ）最優秀アーカイブプロジェクト部門および最優秀国際作品部門（『国際版AKIRA』）

## ストーリー
1982年12月6日午後2時17分、関東地方で「新型爆弾」が炸裂し、東京は崩壊。これが引き金となり起こった第三次世界大戦から、世界は再建の途上にあった。

### 1巻（PART1 鉄雄）
2019年。東京湾には超高層建築物が林立する新首都「ネオ東京」が建設され、その繁栄は爛熟の極に達していた。しかし、その足元では反政府デモ隊と警察が衝突する騒然とした状態が続いていた。崩壊ののち放置されていた「旧市街」（かつての東京）でも、2020年の東京オリンピック開催を機に、都市再開発が進められようとしていた。
主人公である職業訓練校生・金田率いるバイクチームの少年たちは、旧市街へと続く遺棄されたハイウェイに入り込んでバイクを走らせていたところ、「爆心地」付近で白髪の少年と遭遇する。彼はアーミー（軍）の研究機関「ラボ」から、反政府ゲリラによって連れ出された実験体・タカシ（26号）であった。
バイクチームのメンバー・鉄雄は、突然現れたタカシを避けきれず事故を起こし負傷する。鉄雄は治療のためタカシと共にラボに連れ去られるが、タカシとの接触をきっかけに鉄雄の中に能力が目覚め始める。
金田たちは連れ去られた鉄雄を探すなかで、能力研究の秘密を追う反政府ゲリラのメンバーである竜、ケイの二人と出会い、大佐率いるアーミーやマサル（27号）とのタカシ争奪戦に巻き込まれる。退院し学校に戻ってきた鉄雄は、以前のようなおとなしく気の弱い少年ではなく、敵対する暴走族・クラウンのメンバーを殺しかけ、止めに入った金田に反抗する。
ラボの病院を脱走した鉄雄はクラウンのアジトに乗り込み、能力を使いメンバーを殺害し、リーダーのジョーカーを屈服させて新たなリーダーの座に納まると、他の暴走族への攻撃を開始した。金田はクラウンに対して、他の暴走族と糾合して反撃を試みる。
ネオ東京の路上を舞台にバイクチーム同士の大規模な抗争が起こるが、金田たちは能力を使う鉄雄ひとりの前になすすべなく敗れる。鉄雄はかつての仲間であった山形を金田の目前で惨殺し、金田に拳銃で撃たれる。
そこへアーミーの部隊が到着する。能力発現にともなう頭痛に苦しむ鉄雄に対し、大佐は研究機関への帰還を促し、彼に「41号」と呼びかける。

### 2巻（PART2 アキラ）
バイクチームの抗争はアーミーにより制圧され、鉄雄、金田、ケイらは大佐によってラボが入る超高層ビルに連行される。そこにはタカシ、キヨコ（25号）、マサルという、先の世界大戦以前の極秘研究プロジェクトで能力を開発された、老人のような顔をした子供たち「ナンバーズ」も住まわされていた。薬物を投与されながら能力を開花させつつあった鉄雄は、研究の核心にある「アキラ（28号）」に強い関心を持つ。
かつてナンバーズの子供たちの仲間であったアキラは、30年近くに渡って政府が巨費を投じ封印し続けている、謎の存在だった。一方、ラボを訪れた大佐に対して、予知能力を持つキヨコは、アキラの目覚めとネオ東京の崩壊が間もなく起こることを告げる。
キヨコはケイを能力で操り、アキラを探る鉄雄を止めようとするが、鉄雄はラボを逃げ出して旧市街に向かい、爆心地に建設中のオリンピックスタジアムの地下に隠されたアーミーの極秘施設を襲撃する。追ってきた大佐らの説得に耳を貸さず、鉄雄は絶対零度で冷凍封印されていたアキラを目覚めさせ、連れ出してしまう。
アキラが外へ出たことを知った大佐は非常事態宣言を発令させ、軍事衛星「SOL」（軌道レーザー衛星兵器）によるレーザー照射を使ってアキラと鉄雄の殺害を試みる。鉄雄は攻撃を受けて右腕を失い生死不明となり、アキラは混乱の中でラボを脱出し追ってきたケイと金田によって保護される。

### 3巻（PART3 アキラ II）
連れ出されたアキラを巡って、アキラを特別な存在と考えるミヤコの教団と、アキラを取り返そうとするアーミーとの争奪戦が始まる。ケイたちからアキラを預かった野党党首の根津は、支持母体の長であるミヤコを裏切り、部下であるゲリラも切り捨て、自らの政治的野望のためにアキラを利用しようとするが、ケイや竜、チヨコ、金田らは根津の手先から逃げ延び、アキラを連れ去る。
一方、アキラ争奪戦における非常事態宣言発令の混乱の責を政府に問われた大佐は、アキラ行方不明という非常事態に際しても与野党の醜い政争が続く状況に業を煮やし、クーデターを決行。ネオ東京に戒厳令を敷いてアーミーの大部隊を出動させ、アキラを捜索する。
根津の私兵、ミヤコの教団が独自に育成した能力者、大佐率いるクーデター部隊、金田たちによるアキラ争奪戦は、早朝の運河で金田らがアーミーに追い詰められたことで幕を閉じる。大佐の連れてきたナンバーズの子供たちがアキラの元に集まるが、アキラを射殺しようとした根津の弾丸がタカシの頭に当たってしまう。ナンバーズやアキラたちの脳内に衝撃が走り、それを引き金にアキラは37年前に東京を壊滅させた能力を再び解放した。
アキラを中心に現れた光が爆発的に拡大してビル群を飲み込み、ネオ東京のあらゆる建物が崩壊し地盤とともに海へと崩れ落ちる。ケイや大佐らはナンバーズの子供たちによる瞬間移動で難を逃れたものの、金田は光に飲み込まれ行方不明になる。
ネオ東京の崩壊後、ひとり爆心地にいたアキラの前に、SOLによる攻撃を生き延びていた鉄雄が現れる。

### 4巻（PART4 ケイ）
廃墟となったネオ東京は政府やアーミーによるコントロールを失い、完全な無政府状態と化していた。鉄雄はアキラを「大覚」に祭り上げ、被災者を集めて「大東京帝国」という勢力を築き上げる。
外部からの接触を拒み、孤立した集団の支配者となった鉄雄は、被災者への食料に薬物を混ぜ、帝国の構成員にも薬物を投与して能力者を育てようとしていた。一方、ミヤコの教団は被災者に食糧や能力による治癒を与えてもう一つの勢力を築いており、ケイらゲリラの生き残りも、薬物欠乏に苦しむナンバーズらと共に教団へと身を寄せる。鉄雄はやがて、薬物でも自らの力を抑えられないようになっていく。
ネオ東京の廃墟では、切り札であるSOLの発射ボタンを持って単身で鉄雄に挑む大佐、ジョージ山田率いるアメリカ海兵隊特殊部隊、ゲリラの生き残りである竜のグループが、それぞれ大東京帝国へと迫る。
鉄雄は「隊長」が集めてきた少女たちに致死量の薬物を与え、破滅的なセックスに耽溺する。一人の少女が薬物を家族に持ち帰ろうとして飲まなかったため生き残ると、鉄雄はその少女・カオリを侍女として仕えさせるが、次第に彼女に依存していく。
鉄雄は、一言も発さず感情を表さないアキラをいぶかしみ、アキラの心の中を覗いて激しいショックを受ける。アキラとは何なのかを問うため、鉄雄はひそかにミヤコの下を訪れる。自らもナンバーズ（19号）であるミヤコはプロジェクトの全容を語り、アキラに近づくことができるのは鉄雄しかいないと説く。
ナンバーズとミヤコの教団のつながりを掴んだ隊長は鉄雄に指示を請うが相手にされず、独断で兵を率いてミヤコの教団と激しい戦闘となる。その最中、薬物の摂取を止めて苦しみに耐える鉄雄は、大佐が再び放ったSOLのレーザーに刺激され、能力の爆発的覚醒を起こして空中へと飛翔し、光を集める。
その光の中から、ネオ東京崩壊時にアキラの球体に飲みこまれたビルの残骸が出現して地上へ落下し、その中に金田の姿もあった。

### 5巻（PART5 ケイ II）
ケイや甲斐、ジョーカーらと再会した金田がようやくネオ東京崩壊以後の状況を理解した頃、大東京帝国はミヤコ教の勢力に被災者を奪われている状況に危機感を持ち、構成員の士気を高めるためにオリンピックスタジアムで大集会を開くことを計画する。一方、ネオ東京沖合のアメリカ海軍艦隊の空母では、アキラを巡る現象を調査する米・ソ共同の「ジュヴィナイルA」計画に参加する軍人や科学者たちがアキラや鉄雄による力の発動を観測していた。鉄雄の能力の膨張は留まることを知らず、沖合の空母を急襲して自分を観測する科学者たちの前に姿を現し、研究者たちを嘲笑する。
ジョージ山田としばらく行動を共にしていた竜は、山田がBC兵器でアキラと鉄雄を抹殺しようとしていることを知る。山田は竜と決別し、ジュヴィナイルA計画の遅滞に不信感を持つ海軍提督が呼び寄せた海兵隊の特殊部隊と合流する。
オリンピックスタジアムでは大東京帝国の集会が開催され、鉄雄は余興として月の一部を破壊する。しかし、あまりに大きな力を使った鉄雄の肉体は崩壊を始め、鉄雄自身にも制御できない、肉体と機械の融合した怪物となって暴走していく。
ケイは、ミヤコやナンバーズらの力の触媒となって鉄雄と戦う決意を固め、ミヤコから禊を受ける。沖合のアメリカ海軍艦隊に出現し破壊の限りを尽くす鉄雄に対し、ケイが立ち向い撃退する。
アメリカ海兵隊、竜、大佐らはそれぞれの切り札を持ってスタジアムに侵入を開始。金田とケイもジョーカーと甲斐のグループに合流し、スタジアムに立て篭もる大東京帝国や鉄雄との間で最後の戦いを開始する。

### 6巻（PART6 金田）
沖合から戻ってきた鉄雄はカオリの前で肉体の崩壊を起こすが、機械の腕を身体から切り離すと失われた腕が再生し、一瞬自分の形を取り戻す。
しかしそこに現れた大佐がSOLの照準器を鉄雄に向け、レーザーをスタジアムに発射する。SOLの再起動を受けて海軍提督はネオ東京への全面攻撃を決意する。SOLのレーザーの直撃を防御した鉄雄の体は直後に爆発的に膨れ上がり、もはや人の形をとどめない異形の姿となって襲いかかる。
化け物に成り果てた鉄雄を殺すため、アキラを盾にして進む隊長。それを鉄雄に伝えようとしたカオリは隊長に撃たれる。
再び暴走が止まり形を取り戻した鉄雄は、死の間際にあるカオリを見つける。そこへ隊長の武装勢力とアメリカ海兵隊がなだれ込んだ。ジョージ山田は鉄雄のために用意した特殊な細菌ガス弾を使用する。隊長の勢力はガスに呑まれ全滅するが、ガスを吸収した鉄雄はこれまでの苦悶が嘘のように晴れ、完全に肉体と精神のコントロールを取り戻す。
海兵隊を全滅させた鉄雄の前に金田らが現れ、鉄雄と金田の決闘が始まる。ケイも加わるが、力が完全に高まった鉄雄に一方的に圧倒される。しかしアメリカ軍の戦闘爆撃機による絨毯爆撃が開始され、さらにアメリカ軍の衛星兵器「フロイド」によるレーザー攻撃がスタジアムを破壊する。鉄雄は衛星軌道へ飛翔してフロイドを破壊し、そのまま落下させて空母に直撃させる。ジュヴィナイルAの科学者たちは沈没する空母から辛くも脱出する。
フロイドの攻撃の中でさまよっていたアキラを連れてスタジアムを脱出した金田とジョーカーは、行方の分からなくなったケイを探そうとする。鉄雄は死んだカオリを蘇らせようとするが叶わず、カオリの体を抱え、オリンピック会場地下の冷凍施設へと向かう。スタジアム内で辛くも生き残った大佐とケイだったが、ケイはミヤコに呼び掛けられ、再び鉄雄と戦う準備をする。
アキラ用の冷凍封印カプセルにカオリの遺体を運んだ鉄雄の前にケイが出現するが、鉄雄の体の中では再び能力の暴走が始まろうとしていた。アキラも鉄雄に共鳴するかのように地下施設に足を向け、アキラの後を追う金田らも鉄雄がその先にいることを察知し、竜やチヨコらと合流して地下に向かう。
地下では鉄雄が再び膨張を始める。地下に到達し鉄雄の姿を目の当たりにした金田に対し、鉄雄は一瞬姿を取り戻し「助けてくれ」と懇願するが、再び膨張を始めた鉄雄の中に金田は飲み込まれる。鉄雄とアキラは互いに呼応するかのように手の中に光を発生させるが、三度目の爆発を止めようとした竜がアキラを撃つ。
アキラとのつながりが切れた鉄雄は、自分たちを観測しているミヤコやナンバーズの能力に引き寄せられ、冷凍カプセルを地下から引き抜くとミヤコ教神殿上空に現れる。不安定な鉄雄を完全に覚醒させるため、ミヤコはナンバーズにアキラの力をもう一度解き放たせるよう頼み、鉄雄との最後の能力戦に挑む。
ミヤコに指示を受けたケイがSOLに移動し、鉄雄とミヤコのいる神殿にSOLのレーザーを落とす。すると、鉄雄の最後の覚醒が起こり、神殿を中心に光が発生した。同時に、ナンバーズの仲間と共に空に浮かぶアキラがもう一つの光を発生させる。
アキラの光が鉄雄の光を飲み込んでいく中、鉄雄の体内に取り残されていた金田は、鉄雄の記憶、宇宙の始まり、宇宙が究極の状態を目指して進む「流れ」に介入して曲折をもたらす「能力」を人類が得つつあることの意義、そしてナンバーズの子供たちに行われた実験の過程を目撃する。アキラとナンバーズが鉄雄を吸収し、アキラの光により新しく生まれた宇宙の彼方へと去ろうとする瞬間、金田はケイによってアキラの光の中から救い出され、この宇宙に引き戻される。
再び爆心地となったネオ東京に国連軍が上陸し、被災者への救援が始まる。しかし偵察中の国連軍の前に「大東京帝国」を名乗った金田、ケイ、チヨコ、甲斐、ジョーカー、そして仲間たちが現れ、「我々の国に口出しはするな!」と警告を与え、「アキラはまだ俺たちの中に生きてるぞ!!」と言い残してバイクで走り去る。
廃墟の谷間をバイクで疾走する金田とケイを、山形と鉄雄の幻が追い越してゆき、崩壊したネオ東京が蘇るビジョンと共に物語は終わる。

## 登場人物
原作、アニメ映画版、ゲーム版で設定に多少の差異があるが、本作は横山光輝『鉄人28号』のオマージュとして制作されており、まず第一にどちらの作品も戦争用兵器として作られながら大戦後に動き出すという設定や、本作品の登場人物に類似した名前の人物が多数おり、主人公の名前が共に金田正太郎で、鉄人28号を開発した「敷島博士」は超能力研究機関の敷島大佐、敷島博士の息子で正太郎の親友の「敷島鉄雄」からは島鉄雄、他にもキヨコ(25号)タカシ(26号)マサル(27号)は敷島博士が作った25～27番目のロボットから、アキラ(28号)は自我をもたない28番目のロボットである「鉄人28号」に由来する。

### 主要人物
金田 正太郎（かねだ しょうたろう）
主人公。2003年9月5日生まれ。16歳。身長164cm。体重52kg。第8区職業訓練校の生徒。バイクチームのリーダー格で、自称「健康優良不良少年」。自分専用に改造したバイク（盗品）を駆り、日々を無為な暴走行為に費やしている。そのすばしっこさや逃げ足の速さは、軍隊でも捕まえられないほどで、大佐を驚嘆させた。
高い運動神経の持ち主で、走り屋としては度胸のある走りをする。仲間や走り屋からの人望も篤い。また、鉄雄とは幼少からの幼馴染であり、イジメを受けやすい彼を庇護するような立場の親友として接していた。
ケイを助けたことで、反政府ゲリラと関わる。能力に覚醒し、薬物に溺れた鉄雄がリーダーとなったバイクチーム「クラウン」との抗争で、鉄雄を追い込み銃口を突きつけるも幼馴染ゆえに引き金を引くことができず、その結果目の前で山形を殺害される。これをきっかけに鉄雄を止める使命感を抱くが、まだ彼に対して情を捨てきれない面を残している。
原作ではゲリラの一員としてケイやチヨコと行動を共にしていたが、覚醒したアキラの力に飲み込まれ、物語中盤で一旦姿を消す。後にアキラと鉄雄の力の発動の中で、第三次世界大戦を含む一連の出来事の真相を知る。彼らが去った後、ケイ、チヨコ、甲斐らと共に大東京帝国を鉄雄から引き継ぐ。
職業訓練校の保健婦と関係を持っているらしく、妊娠したと告げられても大して意に介していない態度をとっていた。また興奮剤のような薬物を日常的に摂取している様子が見られるが物語後半以降はそういった描写はなく、薬の大量摂取で衰弱していた鉄雄を殴り飛ばして咎める場面もあった。
アニメ版では、アキラの封印を解いた鉄雄との決戦で怪物と化した鉄雄に呑まれてしまうが、辛くも脱出。その後、ナンバーズたちによって覚醒したアキラの力を目の当たりにし、鉄雄の救いを求める声に応じて飛び込んだことで力に巻き込まれる中、アキラたちにすら制御できなかった能力を人類が受け入れられるような「目覚め」が始まっていることをナンバーズから告げられ、最終的にオリンピック会場の瓦礫の中に踏みとどまった。
8歳の時に母親が家出、9歳の時に父親が扶養責任能力無しと見做され養護施設入りし、半年後に入園してきた鉄雄と出会う。11歳で施設卒園後、寄宿制の中学校へ入学し鉄雄と離れる。12歳、校内で反抗的態度が目立つようになり、13歳で非行少年になるも成績は中の上。14歳で警察沙汰を起こし退校、職業訓練校へ編入。15歳、バイクチームを結成する。
本編では姓で呼ばれ、名前で呼ばれる場面はない（アニメ版では生徒手帳から「金田正」まで名前を確認できる）。
島 鉄雄（しま てつお）
もう一人の主人公。2004年7月29日生まれ。15歳7ヶ月（物語スタート時点）。身長160cm。体重46kg。血液型A型。41号とも呼ばれる。金田の幼馴染。金田のバイクチームのスクラムハーフとして暴走中、タカシとの接触をきっかけに能力が覚醒。能力の爆発的な成長によりアキラに迫る力を手に入れ、世界を翻弄する。
何事においてもリーダーシップを発揮し喧嘩も強い金田に対し、幼少の頃から絶えず劣等感を抱き、自分が金田を始めとする仲間たちから庇護されることに不満を抱いていた。
能力に覚醒した後は、全能感に溺れ、それまでのおとなしかった性格が一変して凶暴な性格となる。大佐の研究所から脱走した後はネオ東京で破壊の限りを尽くし、多くの人々を殺害。今まで劣等感を抱いていた暴走族の仲間たちにさえ平然と手を出すまでになってしまい、山形を惨殺した。
大佐から研究所に戻るように説得されるが、タカシ、キヨコ、マサルのようになることを拒否。衛星兵器「SOL」による攻撃を受け、右腕を失ってしまう。
原作では超能力で右腕が再生し月の一部を破壊するまでの力を手に入れるが、その後は力を制御できなくなり、肉体と精神が崩壊していった。決戦の末に、再び覚醒したアキラとナンバーズによって別の宇宙へ去った。
アニメ版ではSOLの攻撃で右腕を失い、瓦礫の破片で義手を作るが、右腕に激痛が走り苦しむようになる。オリンピック会場での決戦で制御不能となり、膨張する肉塊のような怪物へと変貌、意図せずカオリを体内に巻き込み圧殺してしまう。ナンバーズによって覚醒したアキラの力に呑み込まれ、タカシ、キヨコ、マサルら3人に導かれ、アキラと共に別の宇宙へ去った。
能力を手に入れるまで金田のバイクに固執していたが、扱いきれずにエンストを起こしている。アニメ版では超能力を手に入れた後、「どうでも良いや、あんなバイク」と急速に興味を失う様が描かれた。
3歳の時に父親が生来の病弱から風邪のち肺炎を起こし死亡。両親は正式な結婚をしておらず母方の実家では良く思われて居なかった。4歳で母親再婚。養子として他家へ行くが陰気な子として見られ敬遠される。8歳、養父母が実母へ返そうとするものの母は受け取らず養護施設へ。金田と出会う。11歳再度別の家の養子となり中学へ。12歳、登校拒否、家出が頻繁。13歳、小学校の生徒へいたずら、警察沙汰。この頃から学校へ行っていない。14歳、両親の説得で職業訓練校へ。金田と再会しバイクチームに入る。
アキラ
この作品の核心に位置する少年。28号とも呼ばれる。政府の秘密の超能力実験の被験者でありその成功例でもあったが、1982年に覚醒、能力の暴走により東京崩壊を起こした。このことは「新型爆弾」によるものとされてアキラの存在は隠蔽され、アキラ自身は地下施設で極秘に冷凍封印され、アーミーの厳重な管理下にあった。
原作では地下から連れ出された後、タカシの死をきっかけに再び覚醒し、ネオ東京崩壊を招いた。後に鉄雄たちによって「大覚」として祭り上げられるも、自我を失ったまま、周囲の人間から奪い合いの対象となる。
アニメ版では調査研究のために体をバラバラにされ、神経など各組織が別々の標本となって冷凍保存されていたが、ナンバーズたちの呼びかけに応じて標本を納めたガラス容器が砕け、アキラの幻が登場する。
アキラを捜し求めることが、原作・アニメ版共に鉄雄の暴走と狂気へのきっかけとなるが、アニメ版では対面を果たすことはなかった。
原作では鉄雄の最後の覚醒に応じて真の覚醒を迎え、アニメ版では能力が暴走した鉄雄を救うためにナンバーズたちがアキラを呼び戻し覚醒を起こす。アキラや鉄雄が起こす覚醒による爆発は、原作のジュヴィナイルA計画の科学者により「リトル・ビッグバン」「宇宙の誕生」と、アニメ版ではドクターにより「まるで宇宙の誕生」と表現されており、ナンバーズやアキラらは鉄雄を連れて、新しく誕生した宇宙へと去ってゆくことになる。

### 暴走族
山形（やまがた）
2003年11月生まれ 。金田のバイクチームの特攻隊長的存在。チームで2番目に背が高い。腕っ節が強く気性が激しいものの、仲間に対しては義理堅く面倒見もいい性格。原作・アニメ版いずれにおいても能力を得た鉄雄に詰め寄ったことで惨殺される。
2歳、ヤクザの父親が逮捕され懲役25年。母親はホステスで生計を立て、4歳の時に別の男との間に弟が生まれる。5歳の時に母にまた別の男が出来、妹誕生。6歳、弟誕生。11歳、中学入学。母親は男を替え続け弟、妹を産み続ける。12歳、弟妹達の為に菓子類を盗み警察に捕まる。13歳、母が新興宗教に入り、この頃に家出する。14歳、職業訓練校へ。
甲斐（かい）
2004年1月8日生まれ。金田のバイクチームのメンバー。160cmの鉄雄よりもさらに小柄。ラフな服装の金田たちとは違い、ジャケットにタイといったトラッドな格好を好み、アニメ版でカオリが襲撃を受け服を破かれた際にはジャケットを掛けてやっていた。山形とよくつるんでおり、アニメ版では、鉄雄によって山形が殺される場面を目撃した。
原作では後のアキラ覚醒後に崩壊したネオ東京に踏みとどまって、ジョーカーと共に大東京帝国に対抗する機を覗っている。
アニメ版では山形の死後、鉄雄へと挑む金田のサポートに回り、レーザー銃のバッテリー充電を行った。オリンピック会場へは避難民の群れに巻き込まれて移動できず、全てが終わった後、金田を救助するためケイと共に駆けつける。
父は建築業で良い家庭環境に恵まれる。7歳、私立小学校に入学、成績優秀。12歳で同私立中学校へ。13歳、父親が家出するも探し当てるが、｢自分は同性愛者であり、今まで家族をだましていたのだ……｣と告白を受ける。14歳、卒業していく先輩達に総代として｢人生はジョークか｣と題する文章を読み停学になる。一週間後退学届を提出し自ら職業訓練校へ。
渡辺 栄一（わたなべ えいいち）
アニメ版でのみ登場。脇役であるが金田チームのうちの一人。丸刈りで眼鏡をかけている。転倒した鉄雄に対して「ったく、遊んでんじゃねェぞ、こらァ！」と怒鳴った。公式資料集「アキラ・アーカイヴ」にて名前が判明。
竹山 裕二（たけやま ゆうじ）
アニメ版でのみ登場。金田チームの一人。少し髪の長い少年。ヘタなギャグにもすぐ吹き出してしまう。名前の出典元は同じ。
桑田 満（くわた みつる）
アニメ版でのみ登場。金田チームの一人。垂れ目で身長が高い。腕まくりをしている。同上。
ジョーカー
バイクチーム「クラウン」のリーダーで、金田たちと敵対している。身長2m、体重150kgを超す巨漢。
チームメンバーのほぼ全員が違法薬物に耽溺するジャンキーで、薬物を手に入れるためなら強盗をも辞さない暴力的なグループであるため近隣のバイクチームからは憎悪を向けられており、ジョーカー自身もその豪腕や打たれ強さもあって他のチームから恐れられている。
能力に覚醒した鉄雄によってリーダーの座を奪われた挙句、打倒鉄雄に燃える金田たちとの抗争の末に少年院に送られる。原作ではそこで災厄に巻き込まれ重傷を負うが、同じく少年院に送られていた甲斐に助けられて以降、打倒鉄雄を掲げ行動を共にする。
アニメ版では冒頭の暴走シーンのみに登場し、金田と対決。アーミーの検問が厳しくなって以降は姿を消したことがセリフでのみ語られる。
バイクいじりが得意で、災厄により廃車となったバイクを何台も再生させている。偶然見つけた状態の良いフライング・プラット・ホームをも仲間と修理して自ら使用した。
チーム名の通り、登場当初はピエロのフェイスペインティングを施していたが、災厄後はタイヤ跡や道路標識など、何度かデザインを変えている。

### 反政府ゲリラ
ケイ
ヒロイン。身長166cm。体重50kg。血液型B型。反政府ゲリラの少女。兄の後輩である竜とは息の合ったコンビで、当初は竜を慕っていた。
生年月日は2002年3月8日。グラフブックより。金田より年上と思われ、金田を子供扱いする。
原作・アニメ版いずれにおいても偶然出会った金田に窮地を救われ、言い寄られるのを拒否しつつも行動を共にする。
原作ではネオ東京崩壊後、ミヤコによって彼女らの能力の触媒となる能力を見いだされ、自らの意思で鉄雄と対決する。
なお、原作内の金田に宛てた書き置きやアニメ版での絵コンテで「K」と記述されており、本名が明らかにされる場面はない。
竜作（りゅうさく）
通称「竜（りゅう）」。根津率いる反政府ゲリラグループのリーダー。革命を信じて行動するも、より大きなうねりに翻弄され、幾度となく危機的な状況に陥った。
生年月日は1992年5月31日。グラフブックより。
原作では鉄雄と共鳴して力を発動させようとしたアキラを目の当たりにし、これを止めようとして発砲。弾け飛んだ力の余波で崩れた瓦礫に押し潰される。
アニメ版では保身を図った根津に撃たれて致命傷を負った末、アキラの騒ぎを革命と勘違いしたまま倒れて死亡。
チヨコ
反政府ゲリラの武器調達・連絡員で巨体の女性。通称「おばさん」。原作のみ登場。
ケイを実の娘のように大切に思っている。大佐と比較しても遜色がないほどの体格を持ち、武器の扱いにも手馴れているだけにとどまらず、機関銃を片手で持ちながら発砲したり、対戦車ロケットを鈍器として振り回すなど、高い戦闘能力の持ち主。
ケイや金田と共に偶然アキラを保護するも、届け出た根津に切り捨てられそうになり離反、根津のバックにいたミヤコの勢力と衝突する。ネオ東京崩壊後はケイと共にマサルとキヨコを保護、アキラ・鉄雄の勢力に対抗していた。

### 軍（アーミー）
敷島大佐（しきしまたいさ）
42歳。1977年11月15日生まれ。身長203cm。体重92.5kg。血液型O型。軍の実質的な最高指揮官で、凍結封印されたアキラの管理者でもあった。自衛隊高官だった父親がアキラの災厄に遭って死亡したことから、アキラにこだわる。最高幹部会の一員でもある。
原作ではクーデターを起こしてまで行方不明となったアキラを保護しようと試みるも、根津のタカシ誤射により失敗。再び開放されたアキラの力を目の当たりにする。ネオ東京崩壊後は単身で鉄雄を抹殺するチャンスを伺っていたが、後に同じ目的を持つケイやチヨコと共闘することとなる。
アニメ版では鉄雄の暴走を食い止めようとクーデターを起こし、最高幹部会を全員拘束して失脚させる。ナンバーズを危険視しつつも親身に面倒を見ていたため、キヨコによってアキラの覚醒から救助される。
名前のモデルは敷島博士。
ドクター
大佐の下でアキラを始めとするナンバーズの研究管理を司る人物だが、研究に熱中するあまり、鉄雄のコントロールできないほどの成長を安全より優先してしまう。
原作ではアキラ覚醒の際の冷媒漏れに巻き込まれ凍死。
アニメ版では鉄雄の能力データの収集に夢中になり、結果としてアキラの力の開放に巻き込まれ、つぶされる観測トレーラーの中で圧死する。「大西」と書かれた名札を付けている。
ドクター（SOL技術者）
原作のみ登場。前述のドクターとは別人。崩壊後のネオ東京で大佐に匿われ、SOLの超小型照準装置を制作した。愛煙家でしきりにタバコを要求していた。

### ナンバーズ
いずれも80年代の超能力実験の被験者であり、アキラの仲間でもあった。一定以上の力を持つ実験体には番号が付けられ、手の平にもその番号が刻印されるため、通称「ナンバーズ」と呼ばれる。2019年現在はラボの中のチャイルドルームで生活している。
タカシ
26号とも呼ばれる。投与された薬品の副作用により8歳で肉体の成長が止まり、老化だけが進行した。
3人の古いナンバーズの中では、宇宙戦争アニメーションなどのテレビ番組を好んだり最も性格的に幼く、外の世界に出てみたいという単純な理由から物語冒頭にゲリラの手引きで研究施設から脱走、鉄雄の能力覚醒のきっかけとなる。
原作では根津に誤射され死亡するが、そのショックでアキラが覚醒し、ネオ東京崩壊の引き金となる。
アニメ版ではアキラの覚醒を目の当たりにしてなお鉄雄を助けようとする金田を「あの人は関係ないもの」と救助に向かい、キヨコ、マサル、アキラ、鉄雄と共にこの世界から立ち去る。
キヨコ
25号とも呼ばれる。タカシと同じようにして9歳で成長が止まった。
彼女の未来予知は93 - 95%の確率で当たり、ネオ東京崩壊も予知した。身体的にはひどく弱っており、寝たきりで自力で動くことはほとんどできないが、超能力で自分のベッドや自分自身を浮かせることができる。最初にケイを精神力で操って鉄雄に対抗するが失敗、以降はその逃走を助けるなどした。
原作ではネオ東京崩壊後に経緯不詳ながらマサル共々ケイやチヨコに保護されていたが、後にミヤコの教団に身を寄せる。
アニメ版ではアキラの覚醒から敷島大佐を逃がした後、タカシの行動を見て、未来を変えるために彼と共にアキラの光へ飛び込む。
マサル
27号と呼ばれる。タカシ、キヨコと同じようにして8歳で成長が止まった。
小児マヒを患っており、そのために念動力によって浮遊するカプセルに座って移動する。3人のナンバーズの中では大人に対する憧れが強く、スーツにネクタイを着用する。性格的にも冷静で落ち着いている。
アニメ版では金田の救助は無理だと考えてタカシを止めていたが、それでも助けに向かった彼の姿に、アキラの光へ飛び込むことを決意する。

### ミヤコ教団
ミヤコ
宗教団体を指導する老婆。かつてアキラの力を目の当たりにして失明するも、強い感応力で他人と視覚を共有することができる。
原作では仮死状態のまま廃棄された元ナンバーズ（19号）であり、ネオ東京崩壊後は多くの人物に助言を与え、鉄雄とも直接対峙する。教団内では薬物を併用して僧たちの能力開発も行っていたようで、ネオ東京崩壊後に難民保護を行う僧の中に、能力者が複数存在している。
アニメ版では脇役扱い。最初の登場シーンはネオ東京の市街地での布教活動で、登場後すぐに無許可集会として治安部隊に排除される。終盤で鉄雄をアキラと思い込み、軍を蹴散らしながらアキラの下へ向かう鉄雄の後を追うも、鉄雄が道路橋を破壊した際に巻き込まれ、落下する炎上車に巻き込まれる。橋での行進時、輿の上で「おぉ清浄の炎よ　汚濁の街を焼き払い、我らの穢れた心を焼き尽くすがよい　死を恐れてはならぬ、その身を炎で清めるのだ」と大衆に演説していたが、橋の崩落に直面した際は情けなく助けを求めていた。
ファミコン版ゲームではゲームを続きから始める際のパスワード入力画面に登場。
根津（ねづ）
野党に属する政治家で最高幹部会の一員。表ではミヤコの教団の力を背景に政界工作を行い（原作）、裏ではケイの反政府ゲリラに資金を与え指導している（原作・アニメ版共通）。ミヤコを利用している事を完全に見透かされており「ネズミ」と揶揄されている。
原作ではアキラを狙って拳銃を撃つが、射弾はアキラの隣にいたタカシに当たり、軍の応射によって射殺される。これが2度目のアキラの暴走を招き、それによって崩壊する建物の瓦礫と共に消滅した。
アニメ版では軍が秘匿するアキラの正体を握ることで政治的優位に立つことを画策するが、大佐の起こしたクーデターにより失脚。混乱のさなか側近達を射殺して単身逃亡を図り、竜にも発砲して致命傷を負わせるが、心臓発作を起こして死亡する。
榊（サカキ）
ミヤコの尖兵を担う少女。原作のみ登場。
ナンバーズほどではないものの能力を使え、常人では不可能なレベルでの跳躍やショック波攻撃を得意とする。まとまりのない髪型をしているため、金田に「タンポポねえちゃん」というあだ名を付けられている。
クーデターを起こした軍、根津派、ミヤコの教団、反政府グループ残党によるアキラ争奪戦の折に金田たちと衝突。最終的に軍によって瀕死の重傷を負ったところでアキラが暴走し、瓦礫と共に消滅した。
彼女ら教団の能力者3人組は、ミヤコのセリフから実の娘のように大切にされていた様子。
モズ
榊、ミキ同様ミヤコの尖兵を担う少女で、能力を使う。原作のみ登場。
天然パーマを帽子で隠してアキラを探す軍を撹乱するも、タカシの攻撃の前にあえなく失神。軍に捕らえられる。
ミキ
榊、モズ同様ミヤコの尖兵を担う少女で、能力を使う。原作のみ登場。
金田に頭突きを食らってノックアウトされた後、アーミーに捕獲されたモズを救出するために動くも、射殺される。

### 大東京帝国
隊長
鉄雄・アキラに仕える大東京帝国の幹部。原作のみ登場。
能力の素質のある人間や慰安婦の確保、帝国の力を誇示するための集会開催の助言を行う一方、鉄雄には内密に帝国軍を編成しミヤコ教団の神殿を襲撃したり、鉄雄に反旗を翻したりと、己の保身のために独走する一面を持っている。
ジョージ山田が鉄雄に向けて放った細菌ガスに巻き込まれ死亡する。
カオリ
原作ではネオ東京崩壊後の難民で、家族のために薬を持ち帰ろうとして大東京帝国の炊き出しに並んでいたが、隊長に目を付けられ、「もっといい薬がある」と騙されて鉄雄の前に慰安婦として連れ出された。カオリだけが鉄雄にもらったカプセルを家族に持ち帰ろうとして飲まなかったために生き残り、以後は鉄雄の侍女となりアキラの遊び相手などをしている。当初は被災体験のショックから感情の発露も少なかったが、本来は明るく優しい性格であり、アキラの面倒もよく見ていた。鉄雄の殺害を企てた隊長に背後から撃たれ死亡する。
アニメ版では鉄雄の同級生でガールフレンド。卑屈とも言えるほどに大人しい性格。力に目覚めた鉄雄の不安定な精神の拠り所となるも、暴走した鉄雄の肉体に取り込まれて圧死する。
アニメ版のメイキング映像『AKIRA PRODUCTION REPORT』では、「数少ないかわいらしい容姿のキャラクターのためか、スタッフからも人気が高い」と評されている。

### アメリカ軍
ジョージ山田（ジョージ やまだ）
アメリカ軍の工作員。階級は中尉。原作のみ登場。
アキラ抹殺のために大東京帝国に潜入するが、よそ者であることを察知されて同僚を殺され、自身も逃走しているところを竜に助けられ匿われる。後に竜と別れて後続部隊と合流、アキラや鉄雄を抹殺するために攻撃を仕掛けるが、即死性の細菌兵器をも無力化する鉄雄の前に敗れ、殺害された。
ジュヴィナイルAのスタッフ
米・ソ等の先鋭科学者とチベットの密咒師で構成された、アキラ研究グループ。東京湾沖のアメリカ軍艦隊を拠点に、様々な観測データを基にアキラと鉄雄の動向を探る。

## メカニック

### バイク

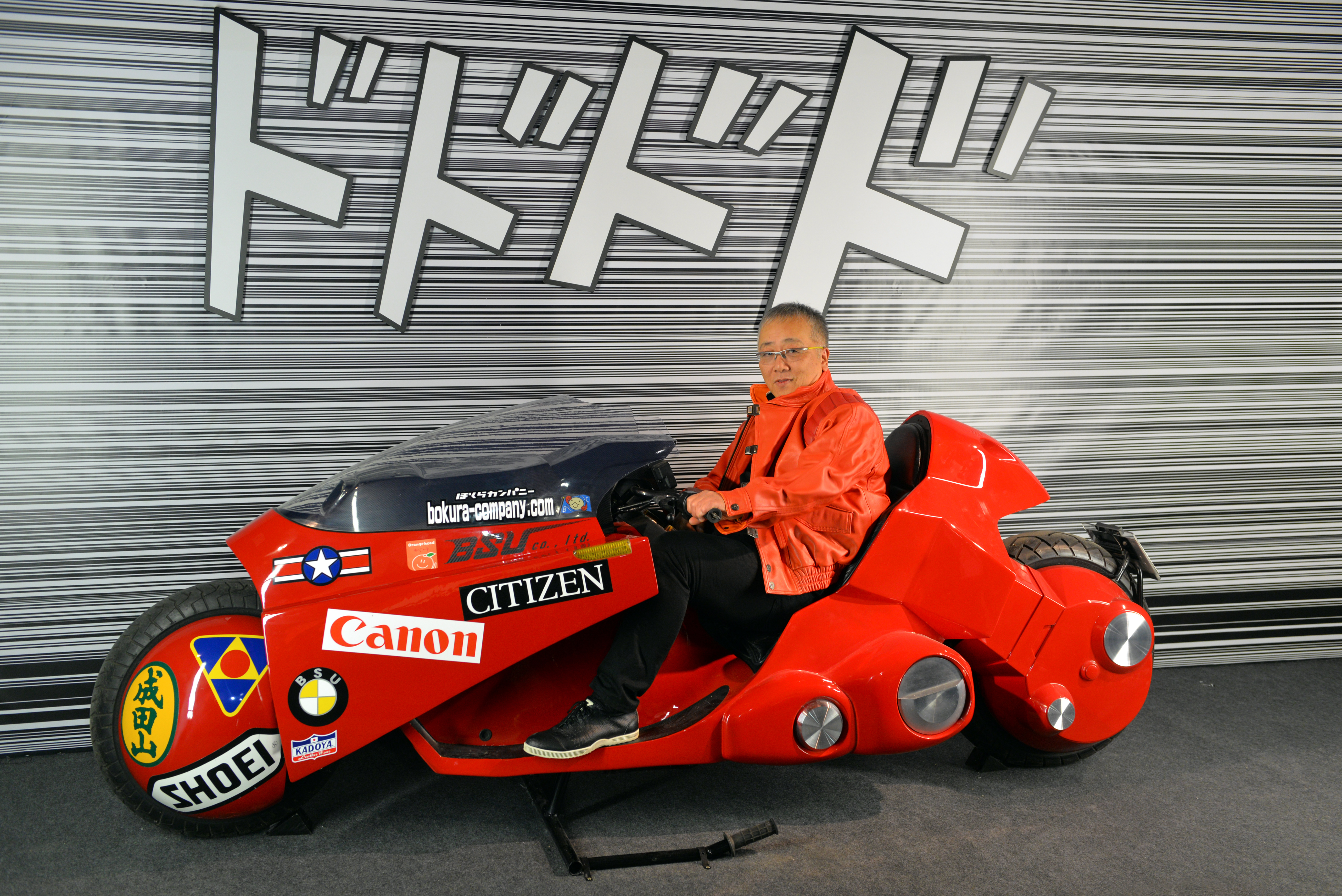
金田のバイクのレプリカと作者の大友克洋（2016年のアングレーム国際漫画祭にて）

作品世界ではカウルからフレームレイアウトに至るまでのセミ・イージーオーダーシステムが主流となっているため、登場するバイクのスタイルは多種多様で、主人公の金田が操るバイク（通称「金田のバイク」）を始め、同じものは2つと存在しない個性的なものになっている。また、ボディのあちこちに貼られたステッカーは、1980年代回顧ブームによる流行である。
駆動力は車輪内に組み込まれた常温超伝導モーターが生み出し（前後輪の両輪駆動）、電力供給はガソリンエンジンによる発電で行う。ただし、ジョーカーが乗る大型のアメリカンタイプは、彼の趣味で現在と同じガソリンエンジンによる後輪駆動車である。

#### 「金田のバイク」
主人公の金田が乗るバイク、通称「金田のバイク」のスタイリッシュで未来的なデザインは画期的で、作品の人気獲得に一役買った。極端にホイールベースが長く低い車高の車体、またがるのではなく4輪のフォーミュラカーのように足を前に投げ出して乗り込むクエーサーのようなフィート・フォワードタイプのデザイン、フロントのハブセンター・ステアリング構造、車載コンピュータによるデジタルメーターなどは、発表当時、フィクション作品の中でも異彩を放っており、後世に多くの影響を与えた。
赤一色で塗られた車体には「成田山」「Canon」「HONDA」「SHOEI」「Arai」「CITIZEN」等のステッカーが貼られている。
漫画やアニメ以外においても、各国の漫画祭やモーターショーなどでモックアップモデルが展示されたり、デザインを再現したカスタムバイクが販売されたり、スピルバーグ監督のハリウッド映画『レディ・プレイヤー1』に登場したりと、世界的な認知度を誇っている
デザインの着想は、映画『イージー・ライダー』に登場するチョッパーバイクのハンドルと、映画『トロン』に登場するシド・ミードがデザインしたバイク「ライトサイクル」の楕円形のフォルムから得ている。
造形上、2人以上の搭乗は想定されていないように見えるが、原作では「80kg以下ならなんとか乗れる」と言いながら金田がリアカウルを外し、露出させたフレームの上にケイを乗せている。またアニメ映画では鉄雄がカオリをシートの後ろに乗せたり、エンディングでも金田がケイを同様に乗せて二人乗りしているため、カウルを外さなくても二人乗りが可能なようだ。

##### スペック
| 金田のバイク   | 金田のバイク                                    |
| -------------- | ----------------------------------------------- |
| 全長           | 2947mm                                          |
| 全高           | 1171mm（シールド含む）                          |
| 全幅           | 831mm                                           |
| シート高       | 340mm                                           |
| 最低地上高     | 76mm                                            |
| ホイールベース | 2194mm                                          |
| タイヤサイズ   | 前18インチ、後19インチ                          |
| 最高速度       | 243km/h                                         |
| 乾燥重量       | 154kg                                           |
| 発電形式       | 常温超伝導発電機                                |
| 最高発電量     | 83.0kW                                          |
| エンジン回転数 | 12500rpm                                        |
| 最大電圧       | 12000V                                          |
| その他         | - ABS - 対障害物用レーダー - オートナビシステム |

アニメ映画では、劇中で「セラミックツーローターの両輪駆動」「コンピューター制御のアンチロックブレーキ（ABS）」「12,000回転の200馬力」と説明されている。バック走行も可能で、さらにコンソールにはスピードメーターなどの他にナビゲートシステムも搭載されている。
ハンドルにはクラッチ・ブレーキレバーは存在せず、フットペダル右側がアクセル、左側がブレーキになっており、AT車または無段変速車であると見られる。前輪からフロントカウル、ハンドルまでのステアリングユニットは上下に動き、乗降時にユニットが起き上がることで乗降ポジションとなる。
盗品を改造したものであるらしく、扱いに不慣れな鉄雄はエンジン5,000回転以下でギアチェンジをしたことでエンストさせてしまった。

##### レプリカとカスタムバイク
この未来的で前衛的なスタイルは、漫画・アニメファンのみならず、多くのカスタムバイク関係者の注目を集めた。
まず最初に、アニメーション映画公開に併せてモックアップモデル（計器類は動くが、走らせることは不可能）が制作、東京モーターショーで展示される。同モックアップはカスタムバイクメーカー「ホワイトハウス」によって、映画公開に併せてタイアップしていたタイトーのスポンサードで制作された。当初、作画側から割り出したリアタイヤ径が21インチとされたが、そのような寸法のタイヤが存在しなかったため微妙に縮小されている。革ジャンメーカー「カドヤ」の提供したジャケットを着たモデルとの撮影も行われていたが、そのような事情からモデルには金田の設定よりも少し小柄な女性が担当した。その後、海外での公開時に持ち出された際に行方不明となっている。
250ccの市販アメリカンバイクをベースとして、同車の雰囲気を持つカスタムバイクも開発・発売された。この車両は保安基準を満たしているため、ナンバープレートを取得すれば公道走行も可能である。
さらにこのバイクをモチーフにした「電動バイク」がベンチャー企業によって製作された。量産化の記事が2006年のバイク専門誌に掲載されたが、リアのアルミニウム削り出しのモーターハウジングは一点モノであり、製作単価は数百万円に上った。2007年には資本提携していた企業との関係解消などの報道もあり、その後の開発の進展の音沙汰は無い。
ホンダのスクーター「リード」をベースとしたカスタムバイクもある。ベース車両は50ccと90ccが選択できるが、2ストロークエンジンであるため生産が終了しており、ベース車両は中古とならざるを得ない。
スズキからも、同車の雰囲気を持つバイクが開発され、2003年の東京モーターショーで展示された。
2004年4月には同スケール実動モデルが製作された。流石にアニメ版の常温超伝導デュアルパワー電動バイクとまではいかないものの（エンジンは249ccから998ccの単気筒から4気筒までの既存エンジンからユーザーが選択する方式を採っている。既にオーダーは受付終了）、実走可能なフルカスタムバイク（実際にナンバーを取得して公道をテスト走行している）が開発中である。なお同車は作者の原作・アニメ版監督の大友や講談社の「公認」を得ているとしている。
ホンダの250ccスクーター「FUSION」をベースにした、カスタムコンプリートバイクが「才谷屋Factory」から販売されていた。また、バイク本体を含まない外装キットのみの販売もあった。

### 兵器とテクノロジー
作中にはアーミーの兵器をはじめとする近未来の最先端のマシンやテクノロジーが多数登場する。
アーミーの輸送ヘリコプター
大佐やアーミーが移動手段として用いる、タンデムローターの大型ヘリ。
アメリカ軍等が使用する実在のヘリ、CH-47チヌークに類似しているが、アーミーのそれは大型乗用車を積載してなお余裕のあるカーゴルームを持ち、かなりの大型機であることが見て取れる。兵装は持っていないと見られる。
フライング・プラット・ホーム(FPH)
アキラの居るオリンピック会場地下施設や地下水路をアーミーがパトロールする際に使用する、1人乗りの有人飛行兵器（5人乗り大型機も存在する）。最新兵器であり、存在自体が秘匿されている。
セラミック部品を多用したバイク並みの小型軽量ボディと常温超電導が実現可能にした高い機動力に加え、機首には操縦桿と連動する20mmガトリング砲を装備し、地上の敵勢力を圧倒する。金田らに鹵獲されて以降は彼らの戦力としても活躍する。
アメリカ海軍とヒラー社が1950年代に試作したVZ-1という1人乗りVTOL機、フライング・プラットフォーム(Flying Platform)が実在したが、アキラの世界に登場するこの飛行兵器はフライング・プラット・ホーム(FPH)と呼ばれている。
レーザー砲
アーミーの最新携行型レーザー兵器。個人で運用可能なまでに小型化された高出力レーザー砲は鉄板をも貫き、高い殺傷能力を持つ。外部にバッテリーを持つが、重く大きいこと、発射回数が限られることに課題がある。ダイヤル操作で攻撃出力を変化させることもでき、照射し続けることで薙ぎ払うような攻撃も可能。
キヨコに操られたケイがアーミーのビルに侵入した際に開発中の試作機を見つけ出し、チャイルドルームでの鉄雄との戦いで金田が使用する。アニメ版では実戦配備されており、アキラの元へ向かう鉄雄を阻止するためにアーミーの小隊が一斉射撃を行う。金田が鉄雄の力に対峙するための武器として、原作・アニメともに終盤まで登場する。
SOL
アーミーが保有する軍事衛星、Satellite in Orbital Laser-weaponの略称。静止軌道上の人工衛星に搭載されたレーザー砲が地上の標的をピンポイントで攻撃する。その爆撃のような破壊力は小型反応炉を動力源とし、短いインターバルでの連続攻撃を可能とする。命中精度は10m前後であるが、初弾の着弾地点を観測しフィードバックすることで命中精度を高めることができる。本体にはSOL-740とペイントされているが、同型機が複数存在するかどうかは不明。
原作ではアキラと彼を目覚めさせた鉄雄を殺害するために使用され、ネオ東京崩壊後には大佐が持ち歩く超小型照準器で彼らの窮地を救い、物語の終局まで重要な役割を果たす。アニメ版ではSOLの攻撃で右手を失った鉄雄が軌道上まで飛翔し反撃、即座に破壊されてしまう。
セキュリティボール
自律行動を行う地上型無人機。縦横高さ各2m、中心に直径1.5mの球体状のボディを持ち、4本足の先端に持つ車輪で高速移動が可能。核戦争後にシェルター外の活動を行うことを想定しており、放射線値の測定や敵勢力への攻撃までを担う能力を持つ。複数台での連携した活動や、連結しての移動も可能。その形状から炭団などと呼ばれる。
原作内ではアキラ行方不明による第七級警報発令下のネオ東京に現れ、暴徒鎮圧や消火などの治安維持活動を行う。ネオ東京崩壊後にはハッキングされた個体が大佐の拠点を警護したり、破壊された残骸がジョーカーの手によって改造され、移動手段として用いられた。
フロイド
アメリカ軍が使用する衛星兵器。SOLと同様のレーザー兵器だが、連続照射しながら着弾点を動かすことで、帯状の範囲を攻撃することが可能。
鉄雄と金田の決戦のさなかにオリンピックスタジアム周辺に向け発射され、ネオ東京全体への無差別攻撃をかけるが、衛星軌道上へ翔んだ鉄雄にジャックされ、アメリカ軍の空母打撃群に向けてレーザーを発射しながら落下。鉄雄はフロイドをアメリカ海軍提督が乗る空母のブリッジに直撃させ、空母は沈没する。

## 書誌情報
単行本は講談社KCデラックスで発行された。週刊誌と同じ大判サイズで小口への色付けを施すなど、凝った装丁になっている。
アニメ映画が公開された1988年には国際版の刊行が始まった。アメリカン・コミックスのスタイルに合わせて原稿を左右反転させ、左開きにした上で彩色を施し、一冊あたりの収録ページを減らした薄いものに再編集されて出版された。日本国外ではこの外国語版が流通しており、これを日本語に逆翻訳したものが『オールカラー国際版AKIRA』『総天然色AKIRA』として日本でも発売された。
単行本の4巻が刊行された後にアニメ映画版の制作が開始されたことで雑誌連載は長期間休載となり、日本では5巻の刊行までに3年間を要した。しかし、1巻あたりの収録話数が少ない『国際版』は、5巻の前半に相当する話数を収録した巻が日本に先行して発売された。
4巻の巻末には「5巻が最終巻である」と告知されていたが、再開後に連載が長期化したため、結局5巻と6巻に分けられ、6巻が最終巻となった。
最終回は単行本化の際に大幅に加筆修正された。雑誌掲載時は、アキラたちが消え去った後に金田とケイがビルの上で朝日を見つめるシーンで終わるが、単行本では後日談が追加され、大東京帝国を金田や甲斐、ケイたちが受け継ぎ、外国の軍隊に対しアキラが金田たちの中で生存していることを宣告。生き残っていた大佐や、山形、鉄雄も一瞬ながら登場、さらに崩壊したはずのネオ東京が元の姿へと戻ってゆく幕切れとなっている。
2022年より講談社から刊行が始まっている全集「OTOMO THE COMPLETE WORKS」には全8巻での収録が予定されており、原稿を再修正して可能な限り雑誌連載時の状態が再現される。

### 資料集
- 「AKIRA CLUB」1995年6月9日第1刷発行、ISBN 4-06-330003-X
- 「アキラ・アーカイヴ」2002年12月24日第1刷発行、ISBN 4-06-330195-8
- HOT DOG PRESS増刊「AKIRA WORLD いま、アキラのすべてが解明される」講談社、1988年7月24日[注 19]

## 実写映画化プロジェクト
本作の実写映画化は2000年代初めから何度も報じられ、そのたびに企画が見送られてきた。

### 経緯
2002年、実写映画化の噂が初めて世に伝えられた。ワーナー・ブラザースによる製作で、プロデューサーに映画『ワイルド・ワイルド・ウエスト』のジョン・ピーターズ、監督に『ブレイド』のスティーヴン・ノリントンが起用され、原作の雰囲気を保ちつつ欧米人が親近感を持って受け入れやすいような設定のストーリーになる予定だと報じられた。しかし、ノリントンの『リーグ・オブ・レジェンド/時空を超えた戦い』が興行失敗に終わったことで頓挫した。
2008年、映画化を巡って大手スタジオが争奪戦を展開した結果、ワーナー・ブラザースが権利を獲得した。同年2月にワーナーはレオナルド・ディカプリオの制作会社アッピアン・ウェイとともに準備を始め、プロデューサーにはディカプリオのほか、『アメリカン・スナイパー』のアンドリュー・ラザー、『レヴェナント: 蘇えりし者』のジェニファー・ダヴィッソンが就任。監督はCM出身でアカデミー短編アニメ映画賞にノミネートされたアイルランド人の若手監督ルアイリ・ロビンソン、脚本にはゲイリー・ウィッタが起用されると報じられた。映画は2部構成で製作され、前編の全米公開は2009年夏が予定された。コミックス全6巻をすべて映画化し、『ブレードランナー』と『シティ・オブ・ゴッド』を合わせたような作品を目指すとされた。舞台は原作の日本のネオ東京から新型爆弾に破壊されてから31年後の日本資本によって再生されたアメリカのニューマンハッタンに変更され、それにともなって配役がハリウッドスターになりそうだとも伝えられた。しかし、2009年6月にロビンソンが降板し、企画は一時中止されたと報じられた。
2010年2月、映画『フロム・ヘル』や『ブラック・ビジネス』を監督したアレンとアルバートのヒューズ兄弟がワーナー・ブラザーズと交渉中であると報じられた。その時点では、脚本に映画『アイアンマン』を執筆したマーク・ファーガスとホーク・オストビーが参加していた。
2011年5月、アルバート・ヒューズ監督が降板することになったと報じられ、理由は「制作上の困難」と発表された。同年7月、ワーナー・ブラザーズは製作続行の決定を下し、『アンノウン』や『エスター』のスペイン人監督ジャウム・コレット＝セラを起用したと発表。「ハリー・ポッターシリーズ」の脚本家のスティーヴ・クローヴスが脚本をリライトし、2012年春の製作開始を予定しているとされた。金田役として『トロン: レガシー』に主演したギャレット・ヘドランドを起用し、そのほかにケイ役をクリステン・スチュワート、鉄雄役をマイケル・ピットやデイン・デハーン、軍の大佐役をゲイリー・オールドマンや渡辺謙、宗教指導者ミヤコ役をヘレナ・ボナム＝カーターが演じると報じられた。1億ドル（約80億円）以上といわれた予算も9,000万ドル（約72億円）程度まで縮小された。舞台はネオマンハッタンに、主人公の金田はバー経営者で鉄雄とは兄弟という設定に変更された。
2012年1月、ワーナー・ブラザースが製作延期を発表。撮影直前までいったものの、プロジェクトは3度目の延期に追い込まれた。キャスティングや脚本、予算の問題で、企画が暗礁に乗り上げたことが理由だとされ、撮影予定地だったカナダ・バンクーバーのプロダクションオフィスは閉鎖されてスタッフらは解散となった。
2017年9月、ワーナーが『マイティ・ソー バトルロイヤル』のタイカ・ワイティティ監督との契約交渉に入ったと伝えられた。ワイティティは、「アニメ映画ではなく原作コミックを実写映画化したい」と述べ、出演者についても「アジア人のティーンエイジャーがいい」として、スター俳優ではなく新人を抜擢する意向を語った。
2019年5月、ワーナー・ブラザーズが米国での公開日（2021年5月21日）を正式発表し、タイカ・ワイティティが正式に監督に就任したことも併せて告知された。しかし、そのわずか2か月後の7月にワーナーは同企画を無期限に保留することを発表した。理由は、本作の制作が遅れたことでもう一つの監督作品『ソー:ラブ&サンダー』とスケジュールが重なったワイティティが後者を優先したため。ワイティティによれば、企画保留の決め手になったのは、その制作の遅れを招いた脚本作業やキャスティングの難航だったという。
2021年8月、ワイティティはインタビューでまだ本作を監督する意欲があることを認めたが、復帰できるかは未知数である。
2025年6月、ワーナー・ブラザーズが映画化権を手放し、版元である講談社に権利が戻されたことが報道された。ワーナーは権利を取得していた23年間で数千万ドルを費やしたとされ、現在は複数のプロデューサーや配信サイト等が映像化権の取得に名乗り出ているという。

## ゲーム

### ファミコン版
1988年12月24日に、タイトーよりファミリーコンピュータ用ゲームソフトが発売された。
いわゆるコマンド総当たり式のアドベンチャーゲームで、シナリオ、プロデュースは大友本人が担当。ストーリーはアニメ映画版に基づいて構築されており、凝ったグラフィックや演出で、原作（アニメ）の雰囲気を再現している。また、間違った選択肢を選ぶとすぐにゲームオーバーになるなど難易度が高い。
アニメ映画版を見ておかないと正しい選択肢を選ぶことが困難であったため、アニメ映画版に関するカルトクイズ的な意味合いもあった。マルチエンディングシステムを採用し、バッドエンドも多数用意されているが、アキラの覚醒を金田が止めるといったアニメ映画版にはない展開や、大東京帝国の発足を匂わせるエンディングも見られる。

### AKIRA PSYCHO BALL
『AKIRA PSYCHO BALL』（アキラ サイコボール）は、2002年2月21日にバンダイ（現：バンダイナムコエンターテインメント）より発売されたPlayStation 2用ピンボールゲーム。開発はカゼ。
アニメ映画版をモチーフにしたピンボール台が4台（うち1台は対戦プレイ用）あり、条件を満たすと台が変形・合体する。オープニングやマルチボール、ステージクリア時にはアニメ映画版のムービーが挿入される。

### THQ版
Black Pearl SoftwareがGENESIS、SEGA CD、SNES、ゲームギア、ゲームボーイ向けに開発し、THQが1995年頃に米国で発売計画があったものの中止。1994年のSummer Consumer Electronics Showに出展の際、開発中のプレイ画面がフリーズする致命的なバグが出ている。2019年にGENESIS版のプロトタイプROMがコレクターの手に渡り、シューティングパートやアクションパートといった複数ジャンルを内包したゲーム内容が公開された。